# Porte de Valenciennes (métro de Lille)
Pour les articles homonymes, voir Porte de Valenciennes.
La station Porte de Valenciennes est une station de la ligne 2 du métro de Lille, située à Lille, dans le quartier Moulins. Inaugurée le 1er avril 1989, la station permet de desservir l'hôpital Saint-Vincent-de-Paul.

## La station

### Situation
La station se situe au-dessus du boulevard de Belfort. Elle permet de desservir le quartier Moulins à Lille.
Elle est située sur la ligne 2 entre les stations Porte de Douai - Jardin des Plantes et Lille Grand Palais à Lille.

### Origine du nom
Cette station doit son nom au fait qu'elle se situe près de l'ancien emplacement de la Porte de Valenciennes, disparue lors de la destruction des remparts de la ville dans une ZAC en cours d'aménagement.

### Histoire
La station est ouverte le 1er avril 1989 lors de la mise en route de la ligne 1 bis, devenue en 1994 la ligne 2.

### Architecture
Station bâtie sur deux niveaux, bénéficiant d'un seul accès :
- niveau de surface : entrée, accès ascenseur, vente et compostage des billets
- niveau aérien : voies centrales et quais opposés

On peut y admirer l'œuvre du sculpteur César intitulée La Main.

## Correspondance
La station est desservie par la ligne 52 du réseau Ilévia. Elle était également à proximité d'un parking-relais de 330 places. Il a été fermé afin de réaménager la ZAC Porte de Valenciennes.

## À proximité
- Centre hospitalier Saint-Vincent-de-Paul (université catholique de Lille)